# شوغیک آسویان
شوغیک هاروتیونی آسویان (ارمنی: Շողիկ Հարությունի Ասոյան؛ انگلیسی: Shoghik Asoyan زادهٔ ۱۰ فوریهٔ ۱۹۴۸)، تاریخ‌نگار, سیاستمدار و کنشگر اهل ارمنستان است.

## زندگی‌نامه
وی در ۱۰ فوریه ۱۹۴۸ در آرایی به دنیا آمد و از دانشگاه دولتی ایروان فارغ‌التحصیل گشت. 